# Cocoliztli

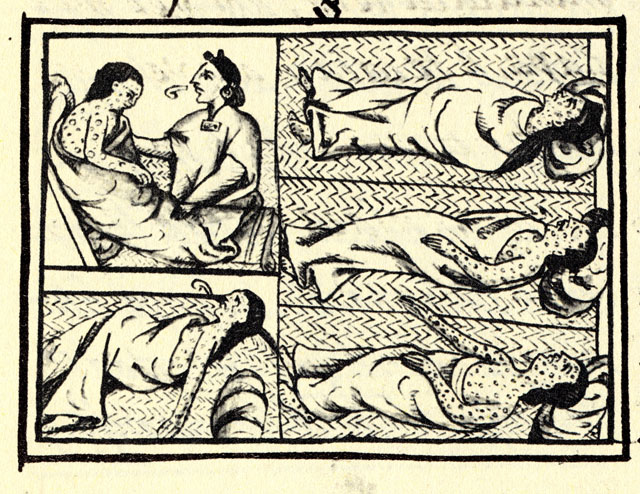
Offer i ursprungsbefolkningen, Florentine Codex (sammanställd 1540–1585)

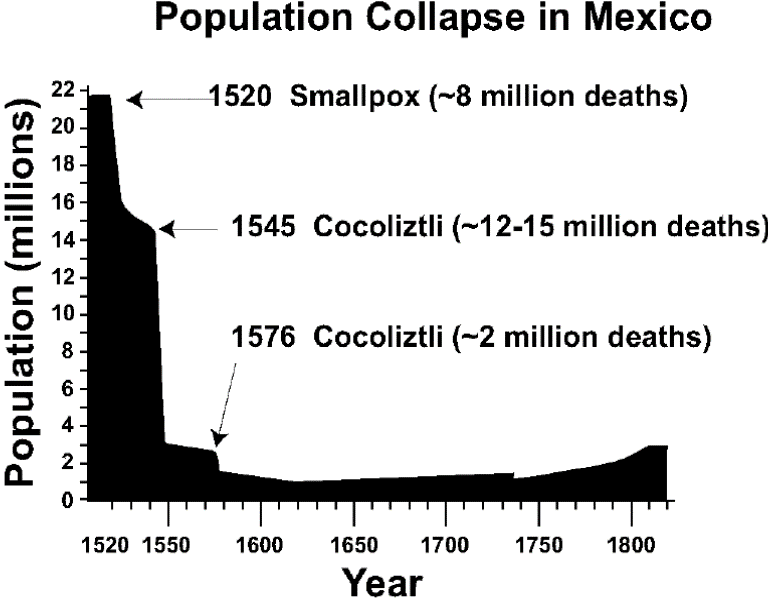
Befolkningskollapsen i Mexiko under 1500-talet tillskrivs i huvudsak en smittkoppsepidemi år 1520 och flera cocoliztli-utbrott. Ny forskning visar att det första utbrottet, 1545-1550, orsakades av Salmonella.

Cocoliztli (pest på aztekernas språk nahuatl) var en epidemi som var största orsaken till en populationskollaps bland ursprungsbefolkningen i Nya Spaniens territorium i de Mexikanska högländerna under 1500-talet. Upp till 15 miljoner eller 80 procent av Aztekernas befolkning avled under det första utbrottet av sjukdomen år 1545 till 1550. Ett andra cocoliztli-utbrott som tog livet av 2 miljoner eller hälften av den återstående befolkningen härjade 1576–78, och fler utbrott följde. Cocoliztli betraktas som den värsta sjukdomsepidemin i Mexikos historia, och var en av de mer dödliga epidemierna i mänsklighetens historia.
Cocolitzli-utbrotten inleddes 26 år efter de spanska conquistadorernas erövring av aztekernas rike inleddes 1519. En smittkoppsepidemi hade startat redan år 1520 och tog fem till åtta miljoner liv. Inkluderar man offren av smittkoppsepidemin och cocoliztliutbrotten kostade erövringen omkring 24 miljoner liv i det som skulle bli Mexiko åren 1520 till 1631. Detta gör erövringen till en av de dödligaste konflikterna genom tiderna.     
Cocoliztli orsakade enligt ögonvittnesskildringar hög feber, rikliga blödningar från ögon, mun, näsa och vagina, svindel, svart tunga, mörk urin, dysenteri, svår buksmärta, blodig diarré, bröstsmärtor, neurologiska störningar och gulsot. Döden inträffade ofta inom tre till fyra dagar.

## Orsaker
Sjukdomens orsak och snabba förlopp har förbryllat läkarvetenskapen fram till nyligen. Emellertid presenterades DNA-analys år 2017 av bakterier från 29 skelett av 1545-1550 års dödsoffer. Detta visar på att salmonella, specifikt en serotyp av salmonella enterica känd som Paratyphi C, var huvudansvarig för utbrottet. Bakterien orsakar svåra febersjukdomar, till exempel tyfus. Salmonellabakterier sprider sig ofta genom mat och vatten. Bakterien tros ha nått Amerika med de spanska kolonisatörerna, eftersom genomet av den nu sällsynta patogenen isolerades från resterna av en ung kvinna begravd omkring 1200 på en kyrkogård i Trondheim, Norge. Numera är den mexikanska varianten av bakterien inte sjukdomsframkallande.
Befolkningen var redan försvagad av krig och tidigare sjukdomsutbrott. Sjukdomsutbrottet kan ha förvärrats av den värsta torka som påverkade regionen på 500 år.
Äldre hypoteser är att orsaken var mässlingen eller att utbrottet 1576 var en inhemsk viral hemorragisk feber. Acuna-Soto et al. har antagit att ett storskaligt utbrott av hemorragisk feber också kunde ha bidragit till den tidigare kollapsen av den klassiska Maya-civilisationen (750–950 e.Kr.), men de flesta experter tror att andra faktorer inklusive klimatförändringar sannolikt spelade en mycket större roll i det fallet.
Cocoliztli-epidemin ledde till brist på inhemsk arbetskraft och därmed till en betydande matbrist, vilket drabbade både de infödda och spanjorer. Många aztekers död i epidemin ledde till ett vakuum i markägande, och spanska kolonisatörer av olika bakgrund som utnyttjade dessa nu lediga landområden.